# 오연교
오연교(吳連敎, 1960년 5월 25일 ~ 2000년 9월 27일)은 대한민국의 전 축구 선수이자 지도자이다. 2000년 9월 27일 간질환으로 사망했다.